# Jekelfalussy Sándor
Jekel- és margitfalvi Jekelfalussy Sándor (angolul: Alexander Jekelfalussy) (Körmöcbánya, Felvidék, ma Szlovákia, 1833. május 16. – Milwaukee, Wisconsin, 1905. november 28.) magyar honvédtiszt és főhadnagy az amerikai polgárháborúban az északiak oldalán.

## Életútja
Az 1848-49-es magyar szabadságharcban honvédtisztként harcolt, Kassán állt be önkéntesnek, hamarosan hadnagyi, majd főhadnagyi rangba került. A császáriak elfogták, kényszersorozták 1849. augusztus 27-én, de Altonánál sikerült dezertálnia, s a Prick József által vezetett csoporttal ment Amerikába. A csoport az Újházy László által alapított New Buda (Iowa és Missouri határán fekvő) magyar telepre igyekezett, de csak Chicagóig (Illinois) jutottak el, így itt állapodtak meg. 1853-ban Jekelfalussy Reményi Antallal (Reményi Ede hegedűművész testvére) együtt bekerült abba a Stephens tábornok által vezetett kormány-expedícióba, amelynek feladata a St. Paul (Minnesota) és a Puget Sound (Puget Sound régió) közötti terület feltérképezése volt, domborzati viszonyok, vizek, növény, állatvilág stb.
Jekelfalussyt Peoria (Illinois) város területén érte a polgárháború híre, ott lépett be az amerikai hadseregbe 1861 június 29-én. A Mihalotzy Géza ezredes által vezetett 24. számú illinois-i ezredbe került mint főhadnagy. 1864 augusztus 6-án szerelt le. Jekelfalussy Sándornak fennmaradt egy levele, amelyet 1862 június 22-én írt Mihalotzy ezredeshez. A téma ahhoz kapcsolódik, hogy ebben az időben minden ezred parancsot kapott arra, ha táborukban szökevény rabszolgák rejtőznek, akkor azokat el kell fogni és ki kell szolgáltatni a délieknek. Jekelfalussy kijelentette, hogy inkább lemond tiszti rangjáról, s leszerel, de ezt a parancsot nem tudja teljesíteni, mert ez a parancs ellenkezik elveivel és önérzetével. Jekelfalussy lemondását nyilván nem fogadta el Mihalotzy Géza hiszen ő is azonos elveket vallott, Jekelfalussy még két évig szolgálatban maradt.
A polgárháború befejezése után, 1872-től barátjával, emigráns és polgárháborús tiszttársával, Langenfeld Ferenccel együtt a chicagói postahivatal tisztviselőjeként működött. 1905-ben hunyt el Milwaukee-ban (Wisconsin), Manitowocban (Wisconsin) az Evergreen temetőben nyugszik. Leszármazottai Jekel családnévvel élnek az Amerikai Egyesült Államokban.